# 155-мм гаубица M114
155 mm Howitzer M114 — американская полевая гаубица периода Второй мировой войны. Была разработана в 1939—1941 годах для замены устаревшей 155-мм гаубицы Шнейдера времён ещё Первой мировой войны, чтобы занять в системе вооружений место между лёгкой 105-мм полевой M2 и корпусными орудиями M1 тяжёлой артиллерии. Серийно производилась, под обозначением M1, с октября 1942 по июнь 1945 года, всего было выпущено 4035 орудий этого типа. Пик производства в 206 гаубиц пришелся на июнь 1944 года.
Была, после M2, наиболее распространённым полевым орудием войск США во Второй мировой войне и использовалась ими на всех театрах военных действий. После войны была модернизирована и получила обозначение M114. Выпуск модернизированной гаубицы продолжался до 1953 года. Данной версии было выпущено около 2000. Она оставалась на вооружении войск США на протяжении нескольких десятилетий, применялась в Корейской и Вьетнамской войнах, прежде чем была заменена новой 155-мм гаубицей M198. Поставлялась во множество стран, в ряде которых всё ещё остаётся на вооружении на 2008 год, и использовалась во многих региональных конфликтах.

## Конструкция
Гаубица имеет ствол-моноблок, поршневой затвор Велина, гидравлический тормоз отката и гидравлический накатник. Уравновешивающий механизм пружинного типа с горизонтальным расположением пружин. В боевом положении колёса вывешиваются и гаубица упирается на передний откидной упор. Для стрельбы используются семь переменных зарядов.

## Боевое применение

### Война во Вьетнаме
После окончания Второй Мировой наиболее активно гаубицы M114 применялись в ходе войны во Вьетнаме.
Большое количество американских и южновьетнамских орудий было захвачено Северным Вьетнамом. В время южновьетнамско-американского вторжения в Лаос (операция Lam Son 719) было задействовано 48 южновьетнамских и 28 американских 155-мм орудий. В ходе боевых действий южновьетнамцы потеряли 26 орудий, в основном от контрбатарейной борьбы. Массово применялись во время «Пасхального наступления», наступление северян длилось 7 месяцев, при этом только лишь за первые 10 дней южновьетнамцы потеряли 33 гаубицы M114 из за действий вражеской артиллерии. В 1975 году северовьетнамцы захватили около 250 орудий M114. Всего за время войны Армия Республики Вьетнам получила не менее 474 орудий M114, все из которых в итоге были потеряны.
Потери таких орудий у США за время войны мало известны, например, в 25-й пехотной дивизии США с мая по июль 1968 было выведено из строя 5 155-мм орудий.
Использование противником
19 марта 1967 года недалеко от южновьетнамского н.п. Суой Да производил высадку 145-й батальон боевой авиации США. Во время приземления Вьет Конг произвёл управляемую детонацию трофейного 155-мм снаряда. В результате взрыва одного 155-мм снаряда было уничтожено 2 американских вертолёта, ещё 5 получили значительные повреждения от шрапнели.

### Ирано-иракская война
Другим крупным конфликтом с участием гаубиц M114 стала ирано-иракская война. К началу войны Иран имел 150 орудий M114, к концу войны оставалось 70.

## Модернизации
В ряде стран гаубицу модернизировали аналогично с M109 (САУ), оснастив новым стволом длиной 39 калибров от M284. Нарезку сделали постоянного шага 20 калибров на оборот. Всего было 48 нарезов. Объём зарядной каморы составляет 18 845 см³. На ствол навинчивается трёхкамерный дульный тормоз. Гаубица получила эжектор.

## На вооружении

### Современные операторы
- Австрия — некоторое количество[8]
- Босния и Герцеговина — 119 M114A2, по состоянию на 2010 год[9]
- Бразилия:
  - Армия Бразилии — 95 M114, по состоянию на 2010 год[10]
  - Морская пехота Бразилии — 8 M114, по состоянию на 2010 год[11]
- Венесуэла — 12 M114, по состоянию на 2010 год[12]
- Вьетнам — некоторое количество, по состоянию на 2010 год[13]
- Греция — 129 M114, по состоянию на 2010 год[14]
- Израиль — 50 M114A1 на хранении, по состоянию на 2010 год[15]
- Иордания — 18 M114, по состоянию на 2010 год[16]
- Иран — 70 M114, по состоянию на 2010 год[17]
- Испания — 52 M114, по состоянию на 2010 год[18]
- Йемен — 15 M114, по состоянию на 2010 год[19]
- Республика Корея — некоторое количество, по состоянию на 2010 год[20]
- Лаос — 12 M114, по состоянию на 2010 год[21]
- Ливан — 18 M114A1, по состоянию на 2010 год[22]
- Марокко — 20 M114, по состоянию на 2010 год[23]
- Пакистан — 144 M114, по состоянию на 2010 год[24]
- Перу — 36 M114, по состоянию на 2010 год[25]
- Португалия — 38 M114A1, по состоянию на 2010 год[26]
- Саудовская Аравия — 50 M114, по состоянию на 2010 год[27]
- Судан — 12 M114A1, по состоянию на 2010 год[28]
- Таиланд — 50 M114, по состоянию на 2010 год[29]
- Китайская Республика — 250 T-65, по состоянию на 2010 год[30]
- Тунис — 12 M114A1, по состоянию на 2010 год[31]
- Турция — 517 M114A1 и M114A2, по состоянию на 2010 год[32]
- Уругвай — 8 M114A1, по состоянию на 2010 год[33]
- Филиппины — 12 M114/M-68, по состоянию на 2010 год[34]

- Эквадор — 12 M114, по состоянию на 2010 год[35]
- Украина — неизвестное количество на 2025 год[36]

### Бывшие операторы
- США — сняты с вооружения
- Аргентина — некоторое количество[8], сняты с вооружения[37]
- Бельгия — некоторое количество[8], сняты с вооружения[38]
- Германия — некоторое количество[8], сняты с вооружения[39]
- Дания — не менее 97 M114/M139[40], сняты с вооружения[41]
- Италия — некоторое количество[8], сняты с вооружения[42]
- Ливия — некоторое количество[8], сняты с вооружения[43]
- Нидерланды — не менее 20 M114 и 80 M114/M139[44], сняты с вооружения[45]
- Норвегия — не менее 46 M114/M-139[46], сняты с вооружения[47]
- Сингапур — некоторое количество[48], сняты с вооружения[49]
- Югославия — некоторое количество, сняты с вооружения[8]
- Япония — некоторое количество[8], сняты с вооружения[50]

## Аналоги
| ТТХ 152-мм советских гаубиц времён Великой Отечественной войны и их зарубежных аналогов |                |               |                                                                         |                   |                         |           |                     |                |                |               |
| Характеристика                                                                          | М-10 обр.38 г. | Д-1 обр.43 г. | 15 cm sFH 18                                                            | 15 cm vz. 37      | da 149/19               | 155 mm M1 | BL 5.5-inch         | 15 cm m/39     | L/22 M. 1929   | Тип 96        |
| Государство                                                                             | Флаг СССР      | Флаг СССР     | Красный флаг, в центре которого находится белый круг с чёрной свастикой | Флаг Чехословакии | Флаг Италии (1861—1946) | Флаг США  | Флаг Великобритании | Флаг Швеции    | /              | Флаг Японии   |
| Годы разработки                                                                         | 1937—38        | 1942—43       | 1928—33                                                                 | 1933—37           | 1933—37                 | 1939—41   | 1939—41             | 1938—39        | до 1927        | 1920—34       |
| Годы производства                                                                       | 1939—41        | 1943—49       | 1933—45                                                                 | 1938—39           | 1939—45                 | 1942—45   | 1941—45             | 1939—46        | 1929—31        | 1937—45       |
| Построено, шт.                                                                          | 1338           | 2827          | 5403                                                                    | 138               | 147                     | 10 300    | 1679                | 113            | 24             | 440           |
| Масса в боевом положении, кг                                                            | 4150           | 3600          | 5512                                                                    | 5200              | 5650                    | 5427      | 6190                | ?              | 5165           | 4140          |
| Масса в походном полож., кг                                                             | 4550           | 3640          | 6304                                                                    | 5720              | 5780                    | 5800      | ?                   | ?              | 5675           | 4920          |
| Калибр, мм                                                                              | 152,4          | 152,4         | 149,1                                                                   | 149,1             | 149,1                   | 155       | 139,7               | 149,1          | 149,1          | 149,1         |
| Длина ствола, клб                                                                       | 23,1           | 23,1          | 29,5                                                                    | 24                | 20,4                    | 23        | 29,8                | 24             | 22             | 23,6          |
| Масса ОФ-гранаты, кг (тип)                                                              | 40 (ОФ-530)    | 40 (ОФ-530)   | 43 (SprGr.)                                                             | 42 (vz. 37)       | 42,5 (Mod. 32)          | 43 (M107) | 37,2 (Mk. 3D)       | 41,5 (m/39-40) | 38,5 (M. 1927) | 31,3 (Тип 92) |
| Макс. начальная скорость, м/с                                                           | 508            | 508           | 520                                                                     | 580               | 597 (31,8 кг граната)   | 563       | 590                 | 580            | 635            | 540           |
| Дульная энергия, МДж                                                                    | 5,16           | 5,16          | 5,81                                                                    | 7,06              | 7,57                    | 6,81      | 7,12                | 6,98           | 7,76           | 4,56          |
| Макс. дальнобойность, м                                                                 | 12 400         | 12 400        | 13 250                                                                  | 15 100            | 14 250                  | 14 955    | 16 600              | ~15 000        | 15 300         | 11 900        |
| Углы ВН, град                                                                           | −1…+65         | −3…+63        | −1…+43                                                                  | −5…+70            | −3…+60                  | −2…+63    | −5…+45              | −5…+65         | 0…+45          | −1…+65        |
| Сектор ГН, град                                                                         | 50             | 35            | 56                                                                      | 90                | 50                      | 50        | 60                  | 45             | 40             | 30            |

- 152-мм гаубица Д-20
- 15 cm sFH 18

## Сравнительная характеристика
- В Рок-Айлендском арсенале
- Колесо, двигатель и сидение самодвижущегося варианта
- 155-мм гаубица М-114 в музее армейской полевой артиллерии США
- Вид сзади-слева